# Edward Sieveking

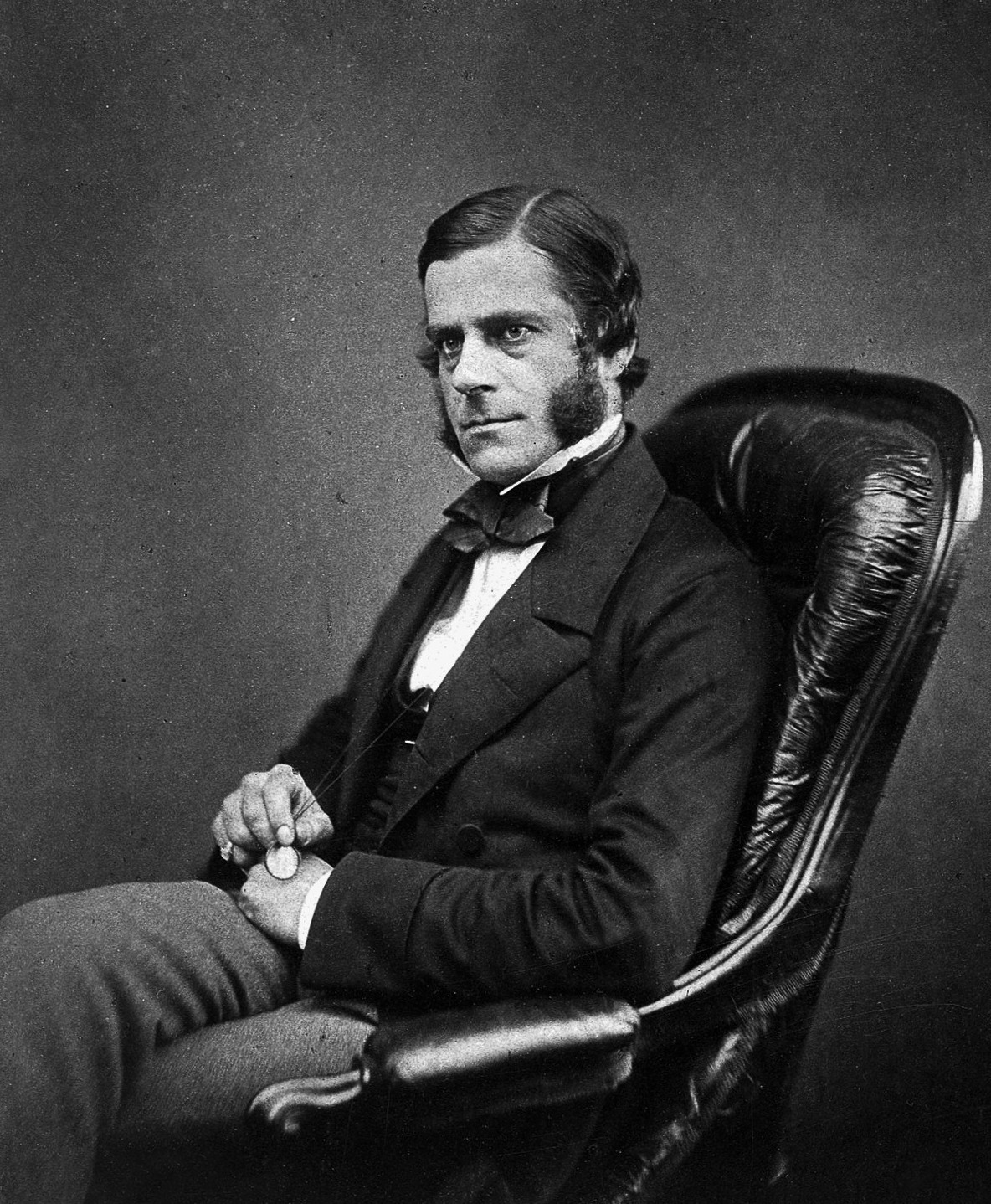
Edward Henry Sieveking

Sir Edward Henry Sieveking (* 24. August 1816 in Bishopsgate, London; † 24. Februar 1904) war ein englischer Mediziner.
Edward Sieveking studierte an der Universität Berlin bei Johannes Peter Müller, am University College London und an der Universität Edinburgh. 1841 promovierte er in Edinburgh.
Von 1842 bis 1846 war Edward Sieveking in Hamburg als Arzt tätig. Im Stadtteil St. Georg begründete er mit seiner Tante Amalie Sieveking ein Kinderkrankenhaus. Von 1847 bis 1866 war er in London am Look Hospital und anschließend als Oberarzt am St. Marys Hospital tätig. Ab 1863 war er Leibarzt des späteren Königs Edward VII. und ab 1873 der Königin Victoria. 1886 wurde er als Knight Bachelor in den Adelsstand erhoben.
1858 erfand er das Aesthesiometer.

## Schriften
- A Treatise on Ventilation (1846)
- The Training Institutions for Nurses and the Workhouses (1849)
- als Übersetzer einer Arbeit von Carl Rokitansky ins Englische A Manual of Pathological Anatomy (vol. ii, London 1849)
- als Übersetzer einer Arbeit von Moritz Heinrich Romberg ins Englische A Manual of the Nervous Diseases of Man (2 Bände, London 1853)
- als Herausgeber British and Foreign Medico-Chirurgical Review (1855)
- On Epilepsy and Epileptiform Seizures, their Causes, Pathology, and Treatment (London 1858;  2. Aufl. 1861)
- A Manual of Pathological Anatomy, mit Charles Handfield Jones (London 1854; 2. Aufl. 1875)
- The Medical Adviser in Life Assurance (London 1874; 2. Aufl. 1882)